# خانقاه سرخ
خانقاه سرخ، روستایی است از توابع بخش نازلو و در شهرستان ارومیه استان آذربایجان غربی ایران.

## جمعیت
براساس سرشماری مرکز آمار ایران در سال ۱۳۹۵، جمعیت این روستا برابر با ۱٬۷۸۹ نفر (۵۱۷ خانوار) بوده‌ است. 
کانال رسمی تلگرام : khanegahe_sorkh@